# Волін Володимир Іванович
Володи́мир Іва́нович Во́лін (1971—2014) — молодший сержант Збройних сил України, учасник російсько-української війни.

## Життєпис
Володимир Волін народився 4 травня 1971 року в селі Нові Вирки Білопільського району (Сумська область). Закінчив місцеву школу, відслужив строкову службу у Збройних Силах України. Отримав фах будівельника. Працював у різних будівельних фірмах Сум і Києва. У серпні 2014 року був мобілізований до армії.
Кулеметник, 92-га окрема механізована бригада.
20 вересня 2014-го загинув під час виконання бойового завдання у боях за місто Щастя. Тоді ж загинув солдат Вадим Мирінець.
Похований у селі Нові Вирки.
Без Володимира лишились мама та донька.

## Нагороди та вшанування
За особисту мужність і героїзм, виявлені у захисті державного суверенітету та територіальної цілісності України, вірність військовій присязі під час російсько-української війни, відзначений — нагороджений
- орденом «За мужність» III ступеня (посмертно)
- в Нововирківській ЗОШ, котру він закінчив, встановлено меморіальну дошку його честі
- Його портрет розміщений на меморіалі «Стіна пам'яті полеглих за Україну» у Києві: секція 4, ряд 7, місце 22
- Вшановується в меморіальному комплексі «Зала пам'яті», в щоденному ранковому церемоніалі 20 вересня[1]